# Lovász Gyöngyi
Lovász Gyöngyi (Dorog, 1959. október 24. –) válogatott labdarúgó, középpályás. Az első hivatalos női válogatott mérkőzés résztvevője 1985-ben.

## Pályafutása

### Klubcsapatban
1984 és 1988 között a Ferencvárosi László Kórház játékosa volt. Az 1984-ben először kiírt hivatalos női labdarúgó-bajnokság nyertese a csapattal, megszakítás nélkül három alkalommal. A negyedik idényben harmadikak lett a bajnokságban az együttessel. 1990 és 1995 között a német Grün-Weiß Brauweiler labdarúgója volt.

### A válogatottban
1985 és 1988 között 21 alkalommal szerepelt a válogatottban és hat gólt szerzett.

## Sikerei, díjai
- Magyar bajnokság
  - bajnok: 1984–85, 1985–86, 1986–87
  - 3.: 1987–88
- Német bajnokság
  - bajnok: 1994–95
  - 2.: 1991–92, 1993–94
  - 3.: 1992–93
- Német kupa
  - győztes: 1990, 1994
  - döntős: 1993

## Statisztika

### Mérkőzései a válogatottban
| Magyarország | Magyarország         | Magyarország                    | Magyarország  | Magyarország | Magyarország  | Magyarország | Magyarország | Magyarország |
| #            | Dátum                | Helyszín                        | Hazai         | Eredmény     | Vendég        | Kiírás       | Gólok        | Esemény      |
| ------------ | -------------------- | ------------------------------- | ------------- | ------------ | ------------- | ------------ | ------------ | ------------ |
| 1.           | 1985. április 9.     | Siófok, Városi Stadion          | Magyarország  | 1 – 0        | NSZK          | barátságos   | -            |              |
| 2.           | 1985. április 14.    | Pozsony                         | Csehszlovákia | 2 – 2        | Magyarország  | barátságos   | 1            | 28'          |
| 3.           | 1985. április 27.    | Szekszárd                       | Magyarország  | 1 – 0        | Spanyolország | Eb-selejtező | 1            | 54'          |
| 4.           | 1985. május 25.      | Gyöngyös                        | Magyarország  | 2 – 3        | Olaszország   | Eb-selejtező | -            |              |
| 5.           | 1985. szeptember 21. | Salgótarján, Síküveggyári pálya | Magyarország  | 2 – 1        | Csehszlovákia | barátságos   | -            |              |
| 6.           | 1985. október 12.    | Renens                          | Svájc         | 1 – 2        | Magyarország  | Eb-selejtező | -            |              |
| 7.           | 1986. április 5.     | Gijón                           | Spanyolország | 1 – 2        | Magyarország  | Eb-selejtező | 1            | Gól          |
| 8.           | 1986. április 15.    | Straubing                       | NSZK          | 2 – 1        | Magyarország  | barátságos   | -            |              |
| 9.           | 1986. május 3.       | Potenza                         | Olaszország   | 1 – 0        | Magyarország  | Eb-selejtező | -            |              |
| 10.          | 1986. szeptember 18. | Veszprém                        | Magyarország  | 1 – 4        | Svédország    | barátságos   | -            |              |
| 11.          | 1986. szeptember 27. | Kaposvár                        | Magyarország  | 5 – 1        | Jugoszlávia   | barátságos   | 1            | 48'          |
| 12.          | 1986. október 11.    | Eger                            | Magyarország  | 1 – 1        | Svájc         | Eb-selejtező | -            |              |
| 13.          | 1987. június 27.     | Ajka                            | Magyarország  | 5 – 1        | Ausztria      | barátságos   | -            | 60'          |
| 14.          | 1987. június 28.     | Fonyód                          | Magyarország  | 6 – 0        | Ausztria      | barátságos   | 2            | 39' 48' 60'  |
| 15.          | 1987. augusztus 19.  | Nyköping                        | Svédország    | 5 – 0        | Magyarország  | barátságos   | -            |              |
| 16.          | 1987. szeptember 26. | Szófia                          | Bulgária      | 0 – 0        | Magyarország  | barátságos   | -            |              |
| 17.          | 1987. október 7.     | Budapest, Hévízi út             | Magyarország  | 0 – 1        | NSZK          | Eb-selejtező | -            |              |
| 18.          | 1987. november 7.    | Tapolca                         | Magyarország  | 4 – 0        | Bulgária      | barátságos   | -            |              |
| 19.          | 1987. november 14.   | Szolnok                         | Magyarország  | 7 – 1        | Svájc         | Eb-selejtező | -            |              |
| 20.          | 1988. szeptember 17. | Mezőkövesd                      | Magyarország  | 2 – 2        | Bulgária      | barátságos   | -            | lecserélve   |
| 21.          | 1988. október 30.    | Passau                          | NSZK          | 4 – 0        | Magyarország  | Eb-selejtező | -            |              |
|              | Összesen             |                                 |               | 21           | mérkőzés      |              | 6            | gól          |